# Abd El Aziz Seif-Eldeen
Abd El Aziz Seif-Eldeen, egiptovski general, * 3. junij 1949.
Med leti 2005 in 2012 je bil poveljnik Poveljstva zračne obrambe Egipta in član Vrhovnega sveta Oboroženih sil Egipta, ki je prevzel oblast v Egiptu po odstopu predsednika Egipta Hosnija Mubaraka.

## Življenjepis
Leta 1970 je diplomiral na vojaški akademiji in postal častnik. Julija 1988 je postal poveljnik raketnega zračnoobrambega bataljona, julija 1995 brigade, januarja 2000 zračnoobrambne divizije, januarja 2001 načelnik operativnega oddelka Poveljstva zračne obrambe Egipta in 30. oktobra 2005 poveljnik Poveljstva zračne obrambe Egipta.